# Fontenay-en-Vexin
Fontenay-en-Vexin is een plaats en voormalige gemeente in het Franse departement Eure in de regio Normandië en telt 308 inwoners (2005). De plaats maakt deel uit van het arrondissement Les Andelys.

## Geschiedenis
Fontenay was onderdeel van het kanton Écos totdat dit op 22 maart 2015 werd opgeheven en de gemeente werd opgenomen in het kanton Les Andelys.
Op 18 november 2016 werd de naam van de gemeente officieel veranderd van Fontenay naar Fontenay-en-Vexin.
Op 1 januari 2016 werd de gemeente opgeheven toen Fontenay-en-Vexin met 13 andere gemeenten opging in de commune nouvelle Vexin-sur-Epte.

## Geografie
De oppervlakte van Fontenay bedraagt 6,7 km², de bevolkingsdichtheid is 46,0 inwoners per km².
De onderstaande kaart toont de ligging van Fontenay-en-Vexin met de belangrijkste infrastructuur en aangrenzende gemeenten.

## Demografie
Onderstaande figuur toont het verloop van het inwonertal.

Berthenonville · Bus-Saint-Rémy · Cahaignes · Cantiers · Civières · Dampsmesnil · Écos · Fontenay-en-Vexin · Forêt-la-Folie · Fourges · Fours-en-Vexin · Guitry · Panilleuse · Tourny